# لوبيلية أليفة الغرانيت
لوبيلية أليفة الغرانيت (الاسم العلمي:Lobelia graniticola) هي نوع من النباتات تتبع جنس اللوبيلية من الفصيلة الجريسية.